# Qualificazioni alla Coppa d'Asia 2006 (calcio femminile)
Questa voce raccoglie un approfondimento sui risultati degli incontri e sulle classifiche per l'accesso alla fase finale della Coppa d'Asia 2006 (calcio femminile).

## Primo turno

### Girone A
| Squadra   | P.ti | G | V | P | S | RF | RS | DR |
| --------- | ---- | - | - | - | - | -- | -- | -- |
| Vietnam   | 6    | 2 | 2 | 0 | 0 | 7  | 1  | +6 |
| Birmania  | 3    | 2 | 1 | 0 | 1 | 4  | 2  | +2 |
| Filippine | 0    | 2 | 0 | 0 | 2 | 2  | 10 | -8 |

| Squadra   | Vietnam (bandiera) | Birmania (bandiera) | Filippine (bandiera) |
| --------- | ------------------ | ------------------- | -------------------- |
| Vietnam   | —                  | 1 – 0               | 6 – 1                |
| Birmania  | —                  | —                   | 4 – 1                |
| Filippine | —                  | —                   | —                    |

### Girone B
| Squadra       | P.ti | G | V | P | S | RF | RS | DR  |
| ------------- | ---- | - | - | - | - | -- | -- | --- |
| Taipei cinese | 6    | 2 | 2 | 0 | 0 | 13 | 1  | +12 |
| India         | 3    | 2 | 1 | 0 | 1 | 11 | 2  | +9  |
| Guam          | 0    | 2 | 0 | 0 | 2 | 0  | 21 | -21 |

| Squadra       | Taipei cinese (bandiera) | India (bandiera) | Guam (bandiera) |
| ------------- | ------------------------ | ---------------- | --------------- |
| Taipei cinese | —                        | 2 – 1            | 11 – 0          |
| India         | —                        | —                | 10 – 0          |
| Guam          | —                        | —                | —               |

### Girone C
| Squadra    | P.ti | G | V | P | S | RF | RS | DR  |
| ---------- | ---- | - | - | - | - | -- | -- | --- |
| Uzbekistan | 6    | 2 | 2 | 0 | 0 | 9  | 0  | +9  |
| Hong Kong  | 3    | 2 | 1 | 0 | 1 | 4  | 3  | +1  |
| Maldive    | 0    | 2 | 0 | 0 | 2 | 0  | 10 | -10 |

| Squadra    | Uzbekistan (bandiera) | Hong Kong (bandiera) | Maldive (bandiera) |
| ---------- | --------------------- | -------------------- | ------------------ |
| Uzbekistan | —                     | 3 – 0                | 6 – 0              |
| Hong Kong  | —                     | —                    | 4 – 0              |
| Maldive    | —                     | —                    | —                  |

### Girone D
| Squadra    | P.ti | G | V | P | S | RF | RS | DR |
| ---------- | ---- | - | - | - | - | -- | -- | -- |
| Thailandia | 6    | 2 | 2 | 0 | 0 | 8  | 0  | +8 |
| Singapore  | 1    | 2 | 0 | 1 | 1 | 1  | 5  | -4 |
| Indonesia  | 1    | 2 | 0 | 1 | 1 | 0  | 4  | -4 |

| Squadra    | Thailandia (bandiera) | Singapore (bandiera) | Indonesia (bandiera) |
| ---------- | --------------------- | -------------------- | -------------------- |
| Thailandia | —                     | 5 – 1                | 4 – 0                |
| Singapore  | —                     | —                    | —                    |
| Indonesia  | —                     | 0 – 0                | —                    |

## Secondo turno
| Squadra 1     | Risultato | Squadra 2 |
| ------------- | --------- | --------- |
| Vietnam       | 6 - 1     | Hong Kong |
| Taipei cinese | 3 - 0     | Singapore |
| Uzbekistan    | 1 - 2     | Birmania  |
| Thailandia    | 3 - 2     | India     |